# Mit zwei Worten
Mit zwei Worten ist eine Ballade von Conrad Ferdinand Meyer.

## Hintergrund
Der historische Bezug ist die Liebe zwischen Gilbert Becket und einer sarazenischen Prinzessin, die er als Gefangener während eines Kreuzzugs kennengelernt hatte und die ihm später nach London nachfolgte. Dort heirateten sie. Ihr gemeinsamer Sohn war Thomas Becket, der spätere Erzbischof von Canterbury.

## Inhalt
Eine Sarazenin sucht an der Küste Palästinas ein Schiff, das nach London fährt und ruft immer nur das Wort „London“ aus. Es gelingt ihr tatsächlich, an Bord eines Schiffs zu kommen, das sie nach England mitnimmt. In London irrt sie die durch die Stadt und ruft ständig den Namen „Gilbert“. Sie wird ausgelacht, denn dieser Name ist in London sehr häufig. Bis jemand darauf kommt, dass der Jerusalem-Pilger Gilbert Becket gemeint sein könnte. Man holt ihn und er erkennt die Sarazenin, die ihn gerettet hat.
Die ersten Verse des Gedichts lauten folgendermaßen:

Am Gestade Palästinas, auf und nieder, Tag um Tag, 

„London?“ frug die Sarazenin, wo ein Schiff vor Anker lag.  

„London!“ bat sie lang vergebens, nimmer müde, nimmer zag,  

bis zuletzt an Bord sie brachte eines Bootes Ruderschlag.

## Kommentar
Der Titel „Mit zwei Worten“ spielt auf die zwei Worte, die die Sarazenin braucht, um ihren Geliebten wiederzufinden: „London“ und „Gilbert“.